# Strongylopsis victorovi
Strongylopsis victorovi är en stekelart som beskrevs av Dmitriy R. Kasparyan 1974. Strongylopsis victorovi ingår i släktet Strongylopsis och familjen brokparasitsteklar. Inga underarter finns listade i Catalogue of Life.